# Træningsredskab
Et træningsredskab er enten et redskab eller udstyr, som anvendes under fysisk aktivitet for at øge styrken eller virkningerne af den fysiske kondition gennem motion, enten ved hjælp af en fast eller variabel styrke af modstand, eller for på anden måde at forbedre oplevelsen eller resultatet af en øvelsesrutine.
Træningsredskaber kan suppleres til at omfatte bærbare elementer, såsom ordentlig fodtøj, handsker og drikkesystemer.

## Træningsredskabstyper
I de fleste private, offentlige og professionelle fitnesscentre og sportsklubber, er følgende de mest almindeligt anvendte træningsredskabstyper. Der skelnes imellem redskaber som henholdsvis enten har til formål at afhjælpe eller udfordre brugeren i en givende aktivitet eller øvelse.

### Træningsredskaber der har til formål at yde assistance til brugeren
- Bosuball
- Foamroller
- Pilatesbold
- Ribber
- Ringe
- Slyngetræner
- Træningselastik
- Træningsmåtte

### Træningsredskaber der har til formål at yde modstand til brugeren
- Håndvægt
- Kabeltårn
- Kettlebell
- Medicinbold
- Sandsæk
- Sjippetorv
- Vægtstang
- Vægtvest

### Foamroller
En foamroller er et cylinderformet pvc rør betrukket med forskellige slags skum, hvoraf den mest benyttede type er EVA skum. Foamrollere bliver brugt til at udføre statisk og dynamisk udstrækning, samt pressur og trigger point behandling. Størrelse og hårdhed af en foamroller afhænger af den type træning eller behandling den er tiltænkt til.

### Kettlebell
En kettlebell er en massiv jernkugle der bruges som redskab til styrketræning. Kuglen er forsynet med et håndtag, så den kan løftes og svinges i alle retninger. Kettlebell træning bliver som regel udført med begge føder på gulvet, og stimulerer kroppens muskler i tandem med koordination, fleksibilitet og balance.

### Slyngetræner
En slyngetræner er et sæt justerbare stropper og et sæt håndtag kombineret med en krog sådan at udstyret kan ophænges eller forankres i en dør. En slyngetræner er udviklet af den amerikanske flåde, og dens formål er at positionere kroppen sådan at udøverens egenvægt fungere som variabel modstand.

### Vægtvest
En vægtvest er et træningsredskab som kan bæres på kroppen. En vægtvest har enten en konstant vægt, eller er justerbar via lommer, som kan fyldes med sandsække eller vægtlodder. Vægtvestens vægtbelastning yder modstand under fysisktræning, og bidrager til stimulering af balancesansen, muskelopbygning og styrkelse af knogler, sener og led.